# Катавасія
- Катава́сія (з грец. καταβασία — сходження) — в православному богослужінні гімн, який співається наприкінці пісень канону на утрені, а іноді й під час інших богослужінь, наприклад повечір'я. Катавасія, по суті, це той же ірмос, але який не розпочинає, а завершує пісні канону. Назва походить від візантійської традиції сходження хористів з обидвох криласів на середину храму для спільного співу катавасії.[джерело?]

- Катавасія — гармидер, розгардіяш, метушня[1]. |                                 | Така паморочна катавасія тривала з тиждень |
| — Іван Микитенко, II, 1957, 374 |                                            | |                                  | Данько… теж не забарився ув'язатися в загальну катавасію |
| — Олесь Гончар, Таврія, 1952, 95 |                                                          |

У буденну мову слово прийшло з жаргону семінаристів. Оскільки катавасію співали два хори (крилоси) одночасно, сходячись при цьому разом на середину церкви — спів був дуже складним, тому що співалося на ходу і на багато голосів. Нетреноване вухо могло не вловлювати гармонію, складний спів сприймався як щось плутане, навіть якщо півчі не збивалися. З цим і пов'язано сучасне значення слова катавасія — «плутанина».